# Noël Minga Tchibinda
Noël Minga Tchibinda   (Pointe-Noire, 12 de juliol de 1947 - Brazzaville, 25 d'abril de 2025), anomenat Pépé, va ser un futbolista de la República del Congo de la dècada de 1970 i entrenador. Fou internacional amb la selecció de futbol de la República del Congo. Posteriorment, fou entrenador de la selecció nacional en dues ocasions, el 1992 i 2001. També entrenà al club gabonès Union Sportive d'Oyem el 2010.